# Vexillum kraussi
Vexillum kraussi is een slakkensoort uit de familie van de Costellariidae. De wetenschappelijke naam van de soort is voor het eerst geldig gepubliceerd in 1861 door Dunker.